# Helma van den Berg (taalkundige)
Helma Everdina van den Berg (Veenendaal, 26 mei 1965 – Derbent, Dagestan, 11 november 2003) was een Nederlands taalkundige, gespecialiseerd in Kaukasische talen. 

## Biografie
Van den Berg groeide op in Lemmer. Zij studeerde vanaf 1983 aan de Universiteit Leiden Slavische Taal- en Letterkunde (doctoraalexamen in 1988) en Vergelijkende Taalwetenschappen (doctoraalexamen in 1989). Zij promoveerde in 1994 aan de Universiteit Leiden op een taalbeschrijving van het Hunzib, een taal uit hooggebergte van de Oostelijke Kaukasus. Naast taalkundige was zij ook beëdigd vertaler Russisch en Pools.
Na haar promotie bij promotor Prof. dr. Frits Kortlandt en met begeleiding van Dr. H.J. Smeets bezocht ze met NWO Talent stipendium enkele universiteiten in Californië. Daarna werkte ze tot 2000 als postdoc in Leiden en werkte ze aan het Dargiens, een geschreven taal van Dagestan.
Van den Berg deed zoals hierboven beschreven veldwerk aan twee weinig gedocumenteerde Oost-Kaukasische talen: Hunzib - ook wel geschreven als Goenzib -  en Dargiens. 

### Hunzib

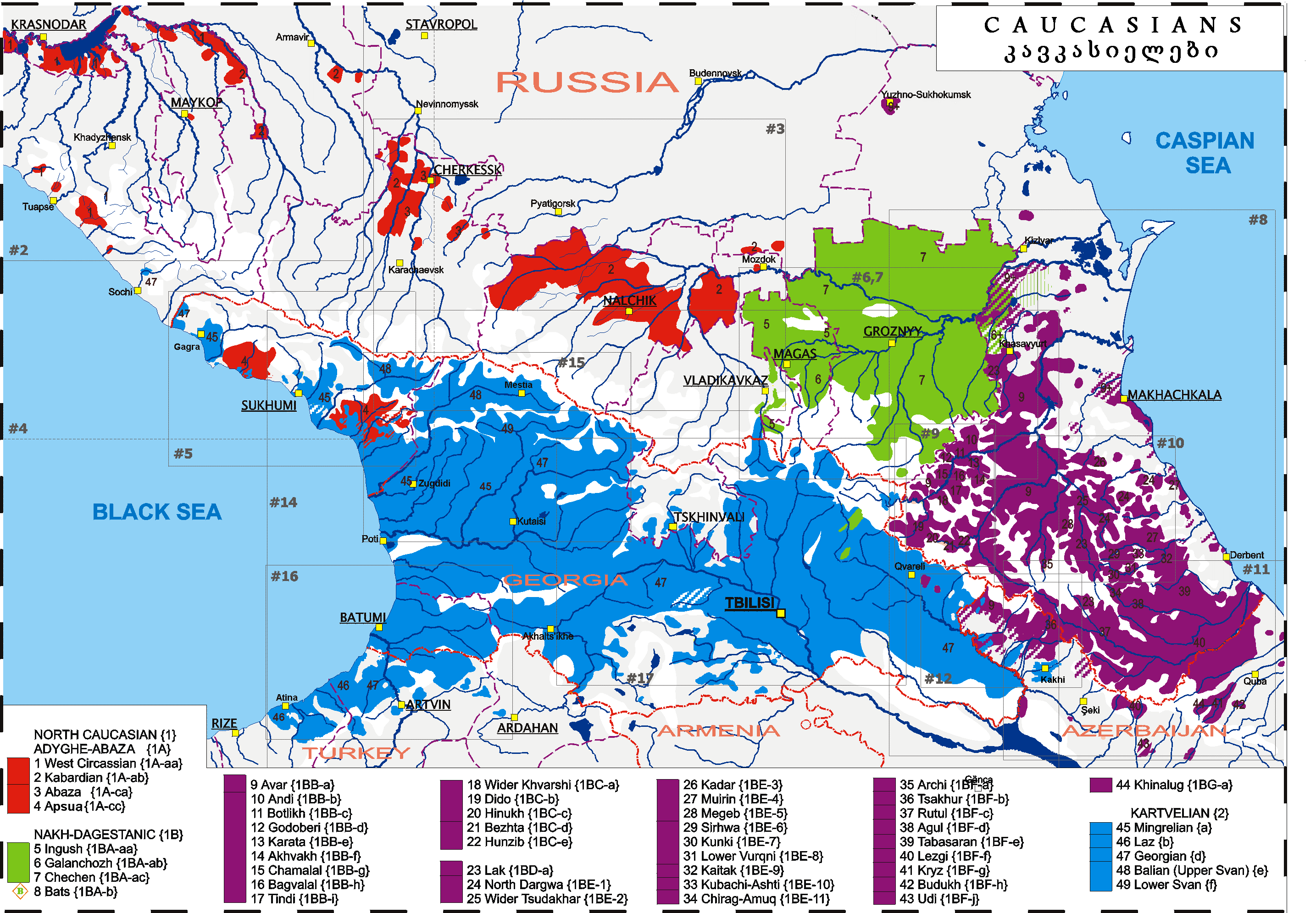
Verspreiding van Kaukasische volkeren en talen. Het Hunzib is aangegeven met nr. 22 in het oostelijke paarse gedeelte.

Van den Berg maakte een Hunzib-referentiegrammatica. Voor het onderzoek naar deze "ongeschreven en geminachte taal" bezocht ze gedurende de vier jaar van haar promotie viermaal een afgelegen laagvlakte in Tsoentinskij, aan de voet van de Kaukasus, waar de ca. 2000 sprekers van deze taal gedwongen naartoe moesten verhuizen vanuit Georgië. Zij bezocht ook geïsoleerde bergdorpen, waar nog 1000 sprekers van de taal woonden, op 2000 m hoogte. Daar maakte zij bandopnames van de verhalen en sprookjes van oudere vrouwen. Zelf verstond ze het nog niet. Ze kon het ontcijferen met hulp van een Hunzib vrouw die Russisch kon spreken en twee oudere leerkrachten. De Hunzib zijn soennitische moslims.

### Dargiens
Voor het Dargiens verzamelde zij volksverhalen in het Dargiens, en schreef een bijbehorende schets van de grammatica.

### Avaars
Vanaf 2000 tot het moment van haar overlijden was Van den Berg als resident specialist in Kaukasische talen werkzaam aan het Max Planck Institut für Evolutionäre Anthropologie in Leipzig en werkte zij aan een grammatica van het Avaars. 

### Overlijden
Van den Berg overleed in 2003 aan een hartinfarct.
Kort voor haar dood ontving zij een VIDI Innovatie Fellowship van de Nederlandse Organisatie voor Wetenschappelijk Onderzoek. Daarmee had zij een eigen onderzoekgroep kunnen opzetten. Haar voorstel Linguistic diversity and unity in Central Daghestan / Kaukasische talen langs de meetlat had betrekking op de samenhang tussen taalvariatie en taalcontact. Zij was van plan daarvoor zowel taalkundige als wiskundige methoden te gebruiken.
Helma van den Berg werd in Leiden begraven, op 24 november 2003.

## Publicaties (selectie)
- A grammar of Hunzib (with texts and lexicon). 1995. Munchen: Lincom Europa. ISBN 3-89586-006-9
- 'Gender and person agreement in Akusha Dargi'. In: Folia Linguistica, (1999): 153-168.
- Dargi folktales. Oral stories from the Caucasus with an introduction to Dargi grammar. 2001. Leiden: Research School of Asian, African and Amerindian Studies. ISBN 90-5789-066-6
- 'A Dargi electronic dictionary. The perspective of the linguist and the speakers'. 2003. In: I Международный симпозиум по полевой лингвистике. Тезисы докладов. Москва, сс. 8-9.
- 'Spatial prefixes in Dargi (East Caucasian)'. In: Acta Linguistica Hungarica 50.1-2 (2003): 201-225.
- 'The east Caucasian language family'. In: Lingua 115.1-2 (2005): 147-190. Online version